# Arvika
Arvika er en svensk by i Värmlands län i og hovedby i Arvika kommune. Byen fik bystatus i 1911. indbyggertallet er 14.116 (2004).
Arvika ligger sydøst for Oslo, cirka midtvejs mellem Kongsvinger og Karlstad. Arvika er stationsby på jernbanen mellem Oslo og Stockholm.
Arvika ligger ved Kyrkviken, en del af Glafsfjorden og elven Byälven. Arvika er Sveriges inderste havn, og har via slusen i Säffle (ned til Vänern) og Trollhätte kanal forbindelse med Göteborg. Der sejlede tankskibe til Arvika helt til 1993.

## Venskabsbyer
- Ylöjärvi
- Christianshåb
- Kongsvinger
- Skive

59°39′30.157″N 12°35′0.47760″Ø / 59.65837694°N 12.5834660000°Ø